# Phaethornis atrimentalis
O rabo-branco-de-garganta-escura, também conhecido como eremita-de-garganta-fusca (nome científico: Phaethornis atrimentalis), é uma espécie de ave apodiforme pertencente à família dos troquilídeos, que inclui os beija-flores. É um dos mais de 20 representantes do gênero Phaethornis, conhecido popularmente como rabos-brancos, que pertence à subfamília dos fetornitíneos. Pode ser encontrado no oeste andino sul-americano, desde o centro-sul central da Colômbia, orientalmente pelo Equador e norte e centro peruanos, entre o nível do mar e 1500 metros acima do solo, sendo muito mais frequentemente observado nas planícies.

## Etimologia
O nome do gênero deriva de uma amálgama de dois termos do idioma grego antigo φᾰέθων, phaéthōn, que significa literalmente "radiante, brilhante", derivado de um outro termo do mesmo idioma, se tratando de um adjetivamento do verbo φᾰέθω, phaéthō, que significa "eu brilho, eu radio"; adicionado do sufixo -ornis, derivado do grego antigo ὄρνις, órnis, significando literalmente algo como "ave, pássaro". Esta primeira parte do nome também denomina um gênero de aves conhecidas como rabos-de-palha, que, assim como os beija-flores, também pertencem à uma família própria. Seu sufixo também pode ser muitas vezes encontrado na ornitologia, ou, embora menos comumente, mastozoologia, denominando qualquer tipo de pássaro com alguma característica marcante, como nos beija-flores Lampornis, os psittaciformes Agapornis ou na infraordem de fósseis Ornithopoda. Seu descritor específico, é resultado da fusão de dois termos do idioma neolatino, sendo estes, nesta ordem: āter, ātrum que significa literalmente "negro, preto" (preto fosco, em oposição ao preto brilhante niger), adicionado do substantivo mentum, menti no genitivo singular, que significa algo como "queixo", com a adição do sufixo -alis, que causa em uma espécie de adjetivamento do último termo (mentālis), em algo que pode ser traduzido como "aquele ou aquilo de queixo negro", se referindo à plumagem escura em sua garganta.
Seu nome na língua portuguesa varia de acordo com a região e dialeto predominante da localidade em que se encontra. No português brasileiro, onde se distribui mais ao norte do país, este denomina-se como besourinho-dorso-verde, na maior parte das localidades, com sua variante rabo-branco-de-garganta-escura sendo menos difundida e recebendo menor reconhecimento. Uma destas duas denominações comuns se inicia pelo termo "rabo-branco", um nome genérico para qualquer uma das mais de vinte espécies reconhecidas, que se caracterizam pela plumagem mais clara que se encontra no uropígio e nas coberteiras infracaudais e superiores; com "besourinho" sendo uma variante menos comum, que referencia seu tamanho pequeno, que causa semelhança com um besouro quando em voo. O descritor "garganta-escura" caracteriza a coloração enegrecida que se mostra presente na plumagem da garganta do animal (em oposição a outra espécie, rabo-branco-de-garganta-escura, conhecido atualmente no português brasileiro como besourinho-dorso-verde). Por sua vez, o nome na variante europeia da língua portuguesa, difere minimamente das anteriores, eremita-de-garganta, onde a primeira palavra constituinte do termo se trata de um termo genérico para a subfamília dos fetornitíneos, estes conhecidos popularmente como "beija-flores eremitas"; adicionado do descritor "garganta-fusca", que evidencia que esta parte específica deste beija-flor possui acabamento translúcido, embaçado (isto que também é referenciado no descritor específico em latim).

## Descrição
Os rabos-brancos-de-garganta-escura se tratam de uma espécie de tamanho mediano entre os beija-flores eremitas, apresentando, em média, cerca de nove até dez centímetros de comprimento nos dois sexos, embora representantes de em torno de onze centímetros não sejam extraordinários. Apresentam massa corporal entre 2,5 a 3,5 gramas. Suas partes superiores são esverdeadas a oliváceas, com as coberteiras superiores e partes inferiores apresentando coloração mais ocrácea, com seu abdômen sendo, normalmente, mais cinzento. Assim como outros beija-flores eremitas, possui um bico mais decurvado que o de costume, com em torno de 25 milímetros de comprimento, sendo enegrecido na parte superior e amarelado na mandíbula, exceto na extremidade anterior. Suas coberteiras infracaudais são esbranquiçadas, assim como uma mancha escura em torno dos olhos, que se assemelha à uma máscara, denominada listra supraciliar, assim como uma listra malar mais creme. Sua cauda apresenta penas com pontas em branco, se afunilando nas extremidades. A garganta do macho é notavelmente mais escura do que àquela das fêmeas, que também apresentam asas razoavelmente mais longas, porém, além disso, não apresenta dimorfismo sexual acentuado.

## Distribuição e habitat
Estes beija-flores se distribuem exclusivamente pelo continente sul-americano noroeste, de maneira contínua, sendo encontrados desde a região mais ao sul colombiano, seguindo orientalmente no Equador e encerrando sua distribuição setentrionalmente em território peruano. Sua subespeciação nominal pode ser encontrada na Região Andina da Colômbia mais ao leste, pelo Equador e, ainda, no departamento de Loreto, Peru. Sua outra subespeciação, Phaethornis atrimentalis rojae, se distribui exclusivamente pelo sul central do Peru, especificamente nos departamentos de San Martín e Pasco. O rabo-branco-de-garganta-escura habita os sub-bosques das bordas da floresta tropical úmida, principalmente florestas secundárias e outras paisagens mais extensas e abertas, o que inclui plantações e florestas pantanosas. Sendo uma espécie, principalmente, de altitudes mais baixas, pode ser encontrada até 1500 metros acima do nível do mar, ao sul do peruano rio Marañón.

## Sistemática e taxonomia
O rabo-branco-de-garganta-escura era anteriormente incluído na subespécie nominal do besourinho-dorso-verde, assim como outros eremitas, os quais o rabo-branco-de-garganta-estriada, rabo-branco-mirim e o rabo-branco-do-tapajós. Em 2021, entretanto, seria descoberto que esta espécie está mais relacionada ao rabo-branco-rubro e o rabo-branco-de-garganta-cinza. Atualmente considerado uma espécie separada, devido às diferenças morfológicas e geográficas entre os outros fetornitíneos, possui duas subespécies, sendo uma, maior e mais densamente distribuída, a nominal, e outra, menor:
- Phaethornis atrimentalis atrimentalis Lawrence, 1858 — subespécie nominal; pode ser encontrado nos andes colombianos orientais, no leste do Equador, e no departamento peruano de Loreto
- Phaethornis atrimentalis riojae Berlepsch, 1889 — pode ser encontrado exclusivamente na região mais ao sul do Peru central, mais especificamente nos departamentos de São Martinho e Pasco

## Comportamento

### Movimentação
Presumivelmente, o rabo-branco-de-garganta-escura se trata de uma espécie sedentária, não realizando nenhum tipo de migração.

### Alimentação
O rabo-branco-de-garganta-escura, assim como outros beija-flores eremitas, se alimenta através de armadilhas, absorvendo o néctar das flores e, menos frequentemente, se alimentando de pequenos insetos e outros artrópodes.

### Reprodução
Sua fenologia reprodutiva não foi documentada, não se conhecendo sobre seus hábitos de reprodução ou nidificação. Observações indicaram que seu período de reprodução  inclui os meses de julho e novembro no Peru, e setembro no Equador.

### Vocalização
A vocalização do rabo-branco-de-garganta-escura se trata de "um incessante frasear agudo repetido sem pausas entre as frasear, exemplificando 'tsee ... tsee ... tsee ... tsee .. tseeetew'. Seu chamado é um "'pseep!' agudo" que, usualmente, ocorre quando em voo.

## Estado de conservação
A União Internacional para a Conservação da Natureza avalia rabo-branco-de-garganta-escura como espécie "pouco preocupante", embora o tamanho e a tendência de sua populações sejam desconhecidos. Nenhuma ameaça imediata ao seu habitat foi identificada. É considerado incomum a bastante comum e é encontrado em um número significativo de áreas protegidas.